# Episodi di Lore - Antologia dell'orrore (seconda stagione)
La seconda e ultima stagione della serie televisiva Lore - Antologia dell'orrore, composta da 6 episodi, è stata interamente pubblicata negli Stati Uniti il 19 ottobre 2018 su Amazon Video.
In lingua italiana, la stagione è stata pubblicata su Amazon Video il 19 ottobre 2018.
| n° | Titolo originale                       | Titolo italiano                                 | Pubblicazione originale | Pubblicazione in italiano |
| -- | -------------------------------------- | ----------------------------------------------- | ----------------------- | ------------------------- |
| 1  | Burke and Hare: In the Name of Science | Burke e Hare - In nome della scienza            | 19 ottobre 2018         | 19 ottobre 2018           |
| 2  | Elizabeth Bathory: Mirror, Mirror      | Elizabeth Bathory - Specchio, specchio          | 19 ottobre 2018         | 19 ottobre 2018           |
| 3  | Hinterkaifeck: Ghosts in the Attic     | Hinterkaifeck - Fantasmi in soffitta            | 19 ottobre 2018         | 19 ottobre 2018           |
| 4  | Prague Clock: The Curse of the Orloj   | L'orologio di Praga - La maledizione dell'Orloj | 19 ottobre 2018         | 19 ottobre 2018           |
| 5  | Mary Webster: The Witch of Hadley      | Mary Webster - La strega di Hadley              | 19 ottobre 2018         | 19 ottobre 2018           |
| 6  | Jack Parsons: The Devil and the Divine | Jack Parsons - Il diavolo e il divino           | 19 ottobre 2018         | 19 ottobre 2018           |